# Maximilian von Frey
Pour les articles homonymes, voir Max Frey.
Maximilian (Max) Ruppert Franz von Frey, né le 16 novembre 1852 à Salzbourg et mort le 25 janvier 1932 à Wurtzbourg, est un physiologiste austro-allemand.

## Biographie
Il obtient son doctorat de l'université de Leipzig en 1877, et par la suite travaille l'institut de physiologie de Carl Ludwig à Leipzig. Plus tard, il est professeur de physiologie aux universités de Wurtzbourg et de Zurich.
Les principaux travaux de Maximilian von Frey à Leipzig portent sur le système circulatoire, et on lui attribue la mise au point d'un premier prototype de cœur-poumon artificiel. Il est connu pour ses travaux sur les mécanorécepteurs sensoriels cutanés. Dans les années 1890, il propose que la douleur soit une qualité tactile indépendante, au même titre que le toucher, la chaleur et le froid, et qu'elle soit associée à la stimulation de terminaisons nerveuses libres à haut seuil. Il décrit la peau comme une mosaïque de points discrets, chacun étant sensible à l'un ou l'autre de ces stimuli. Il crée un type unique d'esthésiomètre, aujourd'hui appelé cheveu de von Frey, qui se compose de divers monofilaments calibrés. Ces filaments peuvent être utilisés pour déterminer le seuil de force nécessaire pour produire la sensation de toucher ou de douleur.